# James Harkin
James Bernard Harkin (Vankleek Hill, 30 janvier 1875 - Ottawa, 27 janvier 1955) est un fonctionnaire qui servit de premier commissaire de la division des parcs nationaux entre 1911 et 1936. Il fut désigné personne d'importance historique nationale en 1955.

## Biographie
Harkin travaille comme journaliste pour un journal d'Ottawa entre 1893 et 1901. Il travaille ensuite à titre de secrétaire pour Clifford Sifton et Frank Oliver, deux ministres de l'Intérieur. Lors de l'ouverture d'un nouveau service au sein de ce ministère, la branche des parcs du Dominion (qui est aussi le premier service de gestion des parcs nationaux au monde), il en devint le premier commissaire. Il resta 25 ans à ce poste, marquant de façon décisive le développement de ce qui allait devenir Parcs Canada.